# Gle Matau
Gle Matau är en kulle i Indonesien.   Den ligger i provinsen Aceh, i den västra delen av landet, 1 800 km nordväst om huvudstaden Jakarta. Toppen på Gle Matau är 174 meter över havet.
Terrängen runt Gle Matau är kuperad västerut, men österut är den platt.Runt Gle Matau är det tätbefolkat, med 297 invånare per kvadratkilometer. Närmaste större samhälle är Sigli, 16,9 km öster om Gle Matau. Trakten runt Gle Matau består till största delen av jordbruksmark.